# Moonwalk

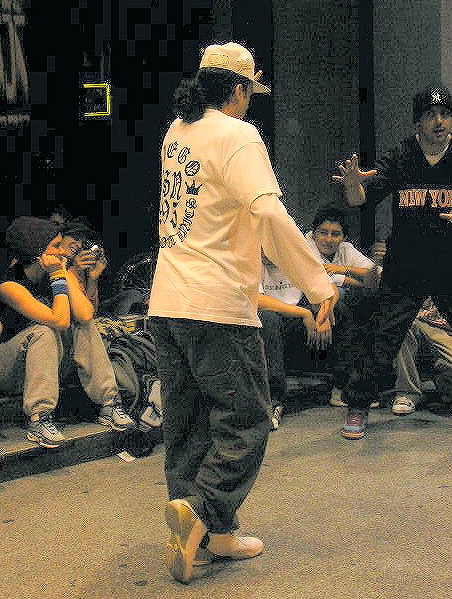
En streetdansare gör moonwalk.

Billie Jean gör moonwalk.

Moonwalk eller backslide är ett välkänt danssteg i popping där man ser ut att gå framåt men "glider" baklänges över golvet. En dansare kan även glida åt höger eller vänster, detta kallas dock alltid "slide" och inte moonwalk. Moonwalk blev känd sedan Michael Jackson uppträdde med dansen under 1980-talet. Sångaren Bobby Brown i New Edition var en av de "tre pojkar" som hade lärt honom danssteget, enligt vad Jackson skrev i sin självbiografi Moonwalk.

## Historik
Ett tidigt känt exempel på moonwalk är en film av steppdansaren Willie Eugene Bailey från 1955. Mimaren Marcel Marceau hade ett mim-trick som kallas att "gå emot vinden". Många på 1930-talet, bl.a. Cab Calloway, använde sig av danssteget the buzz, vilket var i princip samma steg som the Moonwalk.
Även Charlie Chaplin utförde moonwalk i sina stumfilmer.
Michael Jackson lärde sig moonwalk och visade detta vid ett uppträdande på Motown 25: Yesterday, Today, Forever.